# デミタススプーン

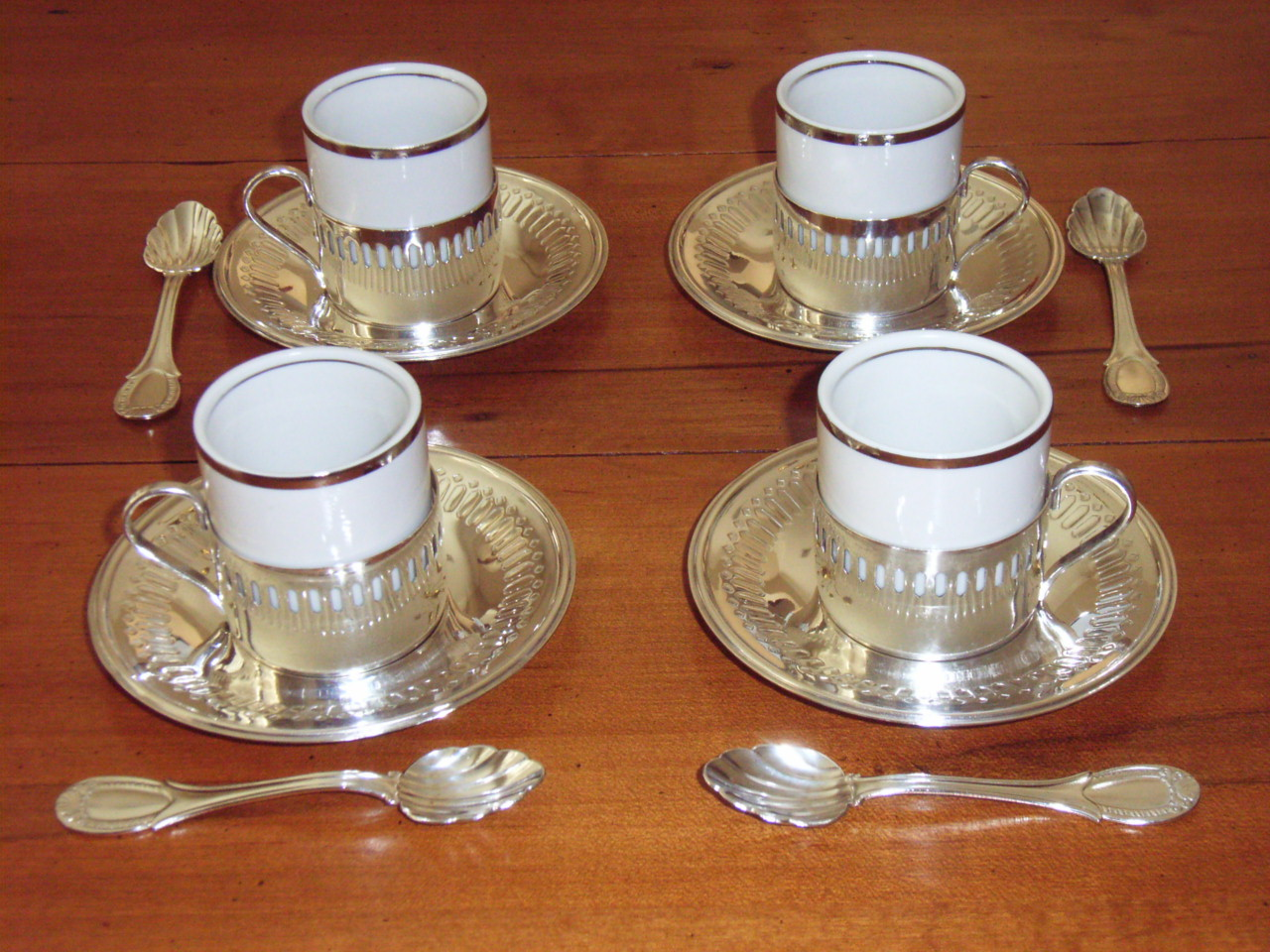
デミタスカップとデミタススプーン

デミタススプーン(Demitasse spoon)は、ティースプーンよりも小さなスプーンである。
伝統的に、特殊なカップ（デミタス）でコーヒーを飲む時やカプチーノの泡をすくう時に用いられる。
また、赤ちゃん用のスプーンや外科の処置に用いられることもある。